# Jabrun
Jabrun est une commune française située dans le département du Cantal, en région Auvergne-Rhône-Alpes.

## Géographie

### Localisation
La commune est située dans le Massif central en Aubrac. Elle est bornée au nord par le ruisseau de Lévandès  qui la sépare de L'Espinasse et de Chaudes-Aigues ; au sud, par le ruisseau de Tailladif, qui prend ensuite le nom d’Yrissou, et la sépare de La Trinitat et de Saint-Urcize ; à l’est, par la rivière d’Ironde, qui limite avec Chaudes-Aigues, Deux-Verges et Saint-Rémy ; à l’ouest, avec Lieutadès et Lacalm (Aveyron).
La superficie de son territoire est de 3300 hectares dont 650 ha en terres labourables ; 800 ha en terres et pacages sur lesquels se trouvent quelques burons dans les parties les plus élevées; 500 ha en bois, dont la majeure partie est en taillis croissant dans des ravins et des précipices qui rendant leur exploitation difficile ; enfin, 1250 ha en terres vaines et bruyères, sur lesquelles on élève, pendant l’été, de nombreux troupeaux de moutons.

### Communes limitrophes
Les communes limitrophes sont  Argences en Aubrac, Chaudes-Aigues, Deux-Verges, Espinasse, La Trinitat, Lieutadès, Saint-Rémy-de-Chaudes-Aigues et Saint-Urcize.

### Climat
Pour des articles plus généraux, voir Climat d'Auvergne-Rhône-Alpes et Climat du Cantal.
En 2010, le climat de la commune est de type climat de montagne, selon une étude du CNRS s'appuyant sur une série de données couvrant la période 1971-2000. En 2020, Météo-France publie une typologie des climats de la France métropolitaine dans laquelle la commune est exposée à un climat de montagne ou de marges de montagne et est dans la région climatique  Sud-est du Massif Central, caractérisée par une pluviométrie annuelle de 1 000 à 1 500 mm, minimale en été, maximale en automne. 
Pour la période 1971-2000, la température annuelle moyenne est de 8 °C, avec une amplitude thermique annuelle de 15,7 °C. Le cumul annuel moyen de précipitations est de 1 106 mm, avec 10,9 jours de précipitations en janvier et 7,5 jours en juillet. Pour la période 1991-2020, la température moyenne annuelle observée sur la station météorologique de Météo-France la plus proche, sur la commune de Deux-Verges à 5 km à vol d'oiseau, est de 7,9 °C et le cumul annuel moyen de précipitations est de 1 029,0 mm,. Pour l'avenir, les paramètres climatiques de la commune estimés pour 2050 selon différents scénarios d'émission de gaz à effet de serre sont consultables sur un site dédié publié par Météo-France en novembre 2022.

## Urbanisme

### Typologie
Au 1er janvier 2024, Jabrun est catégorisée commune rurale à habitat très dispersé, selon la nouvelle grille communale de densité à 7 niveaux définie par l'Insee en 2022.
Elle est située hors unité urbaine et hors attraction des villes,.

### Occupation des sols

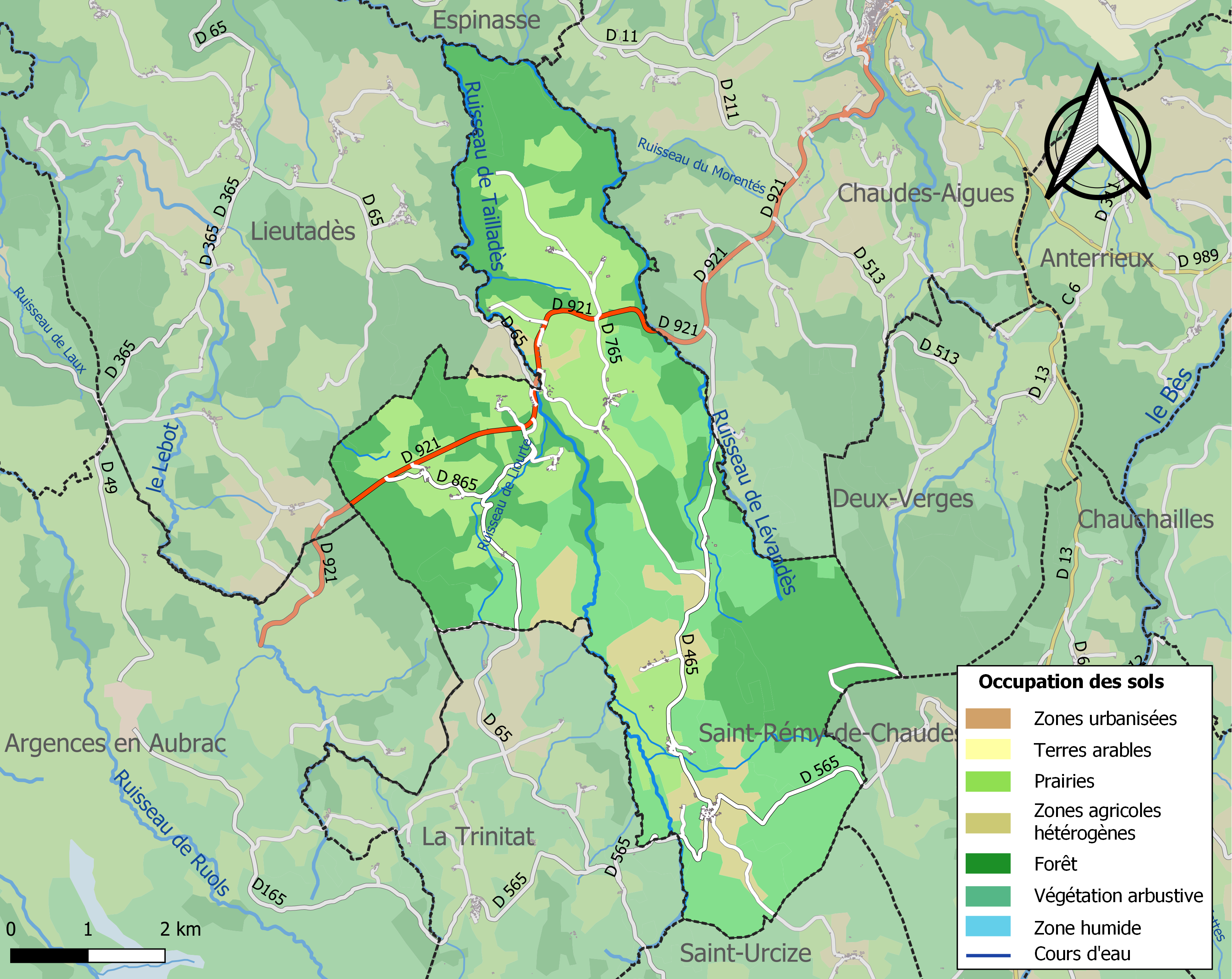
Carte des infrastructures et de l'occupation des sols de la commune en 2018 (CLC).

L'occupation des sols de la commune, telle qu'elle ressort de la base de données européenne d’occupation biophysique des sols Corine Land Cover (CLC), est marquée par l'importance des forêts et milieux semi-naturels (66,2 % en 2018), en diminution par rapport à 1990 (69,1 %). La répartition détaillée en 2018 est la suivante : 
forêts (38,1 %), milieux à végétation arbustive et/ou herbacée (28,1 %), prairies (26,2 %), zones agricoles hétérogènes (7,5 %). L'évolution de l’occupation des sols de la commune et de ses infrastructures peut être observée sur les différentes représentations cartographiques du territoire : la carte de Cassini (XVIIIe siècle), la carte d'état-major (1820-1866) et les cartes ou photos aériennes de l'IGN pour la période actuelle (1950 à aujourd'hui).

### Habitat et logement
En 2018, le nombre total de logements dans la commune était de 123, alors qu'il était de 121 en 2013 et de 120 en 2008.
Parmi ces logements, 55,3 % étaient des résidences principales, 41,5 % des résidences secondaires et 3,3 % des logements vacants. Ces logements étaient pour 94,3 % d'entre eux des maisons individuelles et pour 4,9 % des appartements.
Le tableau ci-dessous présente la typologie des logements à Jabrun en 2018 en comparaison avec celle du Cantal et de la France entière. Une caractéristique marquante du parc de logements est ainsi une proportion de résidences secondaires et logements occasionnels (41,5 %) supérieure à celle du département (20,4 %) et à celle de la France entière (9,7 %). Concernant le statut d'occupation de ces logements, 83,8 % des habitants de la commune sont propriétaires de leur logement (83,1 % en 2013), contre 70,4 % pour le Cantal et 57,5 pour la France entière.
| Typologie                                               | Jabrun | Cantal | France entière |
| ------------------------------------------------------- | ------ | ------ | -------------- |
| Résidences principales (en %)                           | 55,3   | 67,7   | 82,1           |
| Résidences secondaires et logements occasionnels (en %) | 41,5   | 20,4   | 9,7            |
| Logements vacants (en %)                                | 3,3    | 11,9   | 8,2            |

## Toponymie
En languedocien, on dit Jabrun, prononcé « Jabru ».
Lieux-dits : les Angles (hameau), Auliac (village), le Besse (village), la Bessette (village), la Borde (hameau), la Boriette (hameau), le Brusquet (village), la Combe (hameau), les Eguyrans (hameau), les Gravières, (village), Maison-Neuve (hameau), la Moulette (village), Moulin de la Jugassade (hameau), Moulin du Temple (hameau), Moussy (village extrait de la commune de Lieutadès) Sanivalo ou Senivals (village), le Tillet (village), les Tioules (village) ,les Verlis (village).

## Politique et administration
| Période                                  | Période                       | Identité          | Étiquette | Qualité     |
| ---------------------------------------- | ----------------------------- | ----------------- | --------- | ----------- |
| Les données manquantes sont à compléter. |                               |                   |           |             |
|                                          |                               |                   |           |             |
| 1995                                     | 2008                          | Pierre Skrzypczak |           |             |
| mars 2008                                | avril 2014                    | Gabriel Franc     |           |             |
| avril 2014                               | En cours (au 17 juillet 2014) | Louis Navech      | DVD       | Agriculteur |

## Démographie
L'évolution du nombre d'habitants est connue à travers les recensements de la population effectués dans la commune depuis 1793. Pour les communes de moins de 10 000 habitants, une enquête de recensement portant sur toute la population est réalisée tous les cinq ans, les populations de référence des années intermédiaires étant quant à elles estimées par interpolation ou extrapolation. Pour la commune, le premier recensement exhaustif entrant dans le cadre du nouveau dispositif a été réalisé en 2008.

En 2022, la commune comptait 155 habitants, en évolution de −1,9 % par rapport à 2016 (Cantal : −1,08 %, France hors Mayotte : +2,11 %).
| 1793 | 1800 | 1806 | 1821 | 1831 | 1836 | 1841 | 1846 | 1851 |
| ---- | ---- | ---- | ---- | ---- | ---- | ---- | ---- | ---- |
| 541  | 272  | 527  | 583  | 513  | 545  | 570  | 565  | 541  |

| 1856 | 1861 | 1866 | 1872 | 1876 | 1881 | 1886 | 1891 | 1896 |
| ---- | ---- | ---- | ---- | ---- | ---- | ---- | ---- | ---- |
| 548  | 522  | 457  | 445  | 413  | 388  | 430  | 409  | 374  |

| 1901 | 1906 | 1911 | 1921 | 1926 | 1931 | 1936 | 1946 | 1954 |
| ---- | ---- | ---- | ---- | ---- | ---- | ---- | ---- | ---- |
| 342  | 320  | 313  | 315  | 297  | 323  | 272  | 272  | 302  |

| 1962 | 1968 | 1975 | 1982 | 1990 | 1999 | 2006 | 2008 | 2013 |
| ---- | ---- | ---- | ---- | ---- | ---- | ---- | ---- | ---- |
| 299  | 276  | 214  | 183  | 172  | 178  | 159  | 154  | 158  |

| 2018 | 2022 | - | - | - | - | - | - | - |
| ---- | ---- | - | - | - | - | - | - | - |
| 152  | 155  | - | - | - | - | - | - | - |

## Culture locale et patrimoine

### Lieux et monuments
- Réquistat ;
- l'église paroissiale Saint-Jean, qui a appartenu aux hospitaliers de l'ordre de Saint-Jean de Jérusalem, la paroisse et la cure de Jabrun faisant partie de la commanderie de Montchamp et du membre de La Garde-Roussillon[Note 2] au sein du grand prieuré et de la langue d'Auvergne[16] ;
- celle de Réquistat, avec un village situé loin du bourg, dans la montagne et où se trouvait un ancien fief et un ancien prieuré qui dépendait de l'abbaye de Pébrac et qui a été réuni à la commune de Jabrun en 1807.

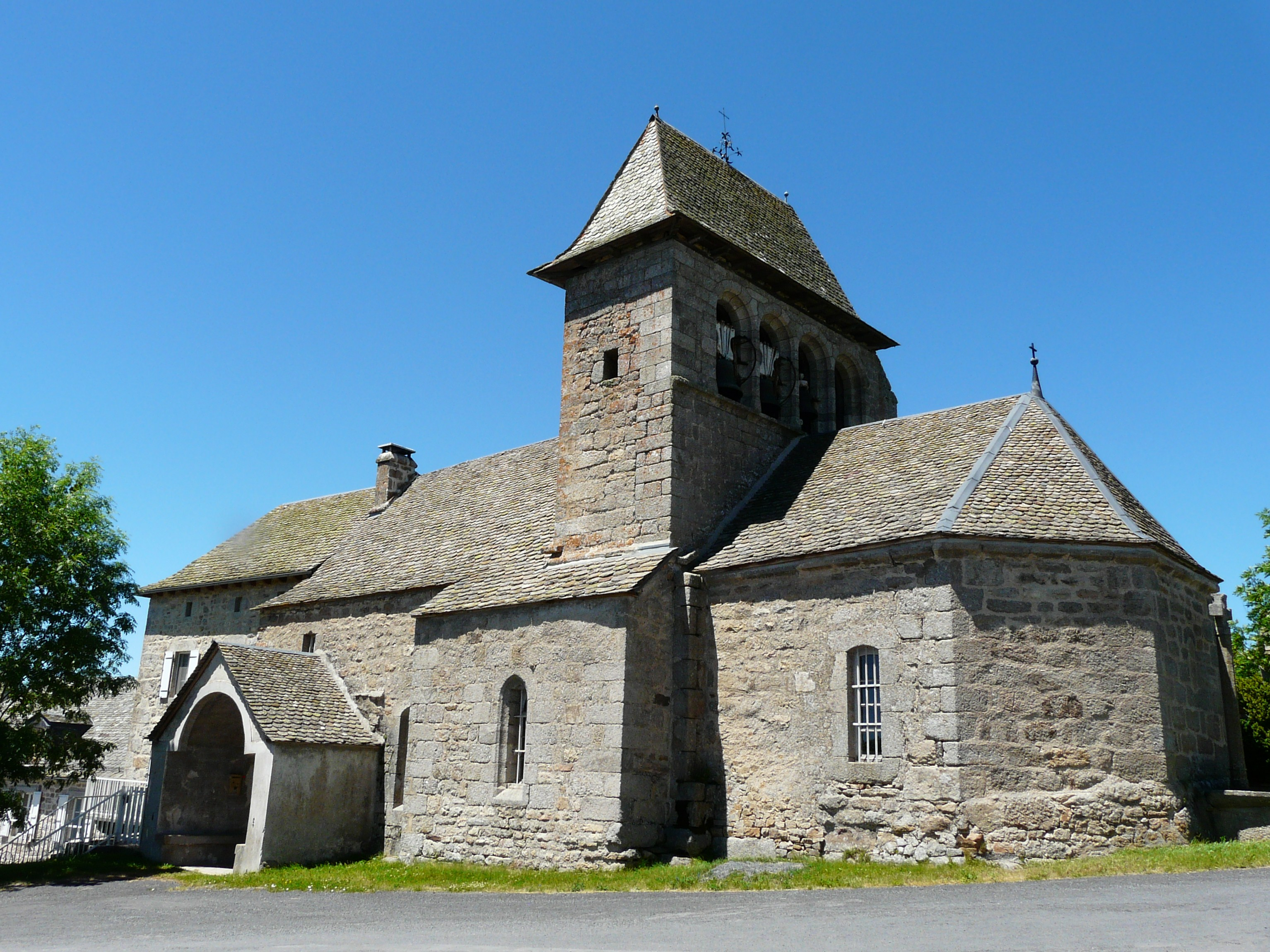
L'église Saint-Jean.
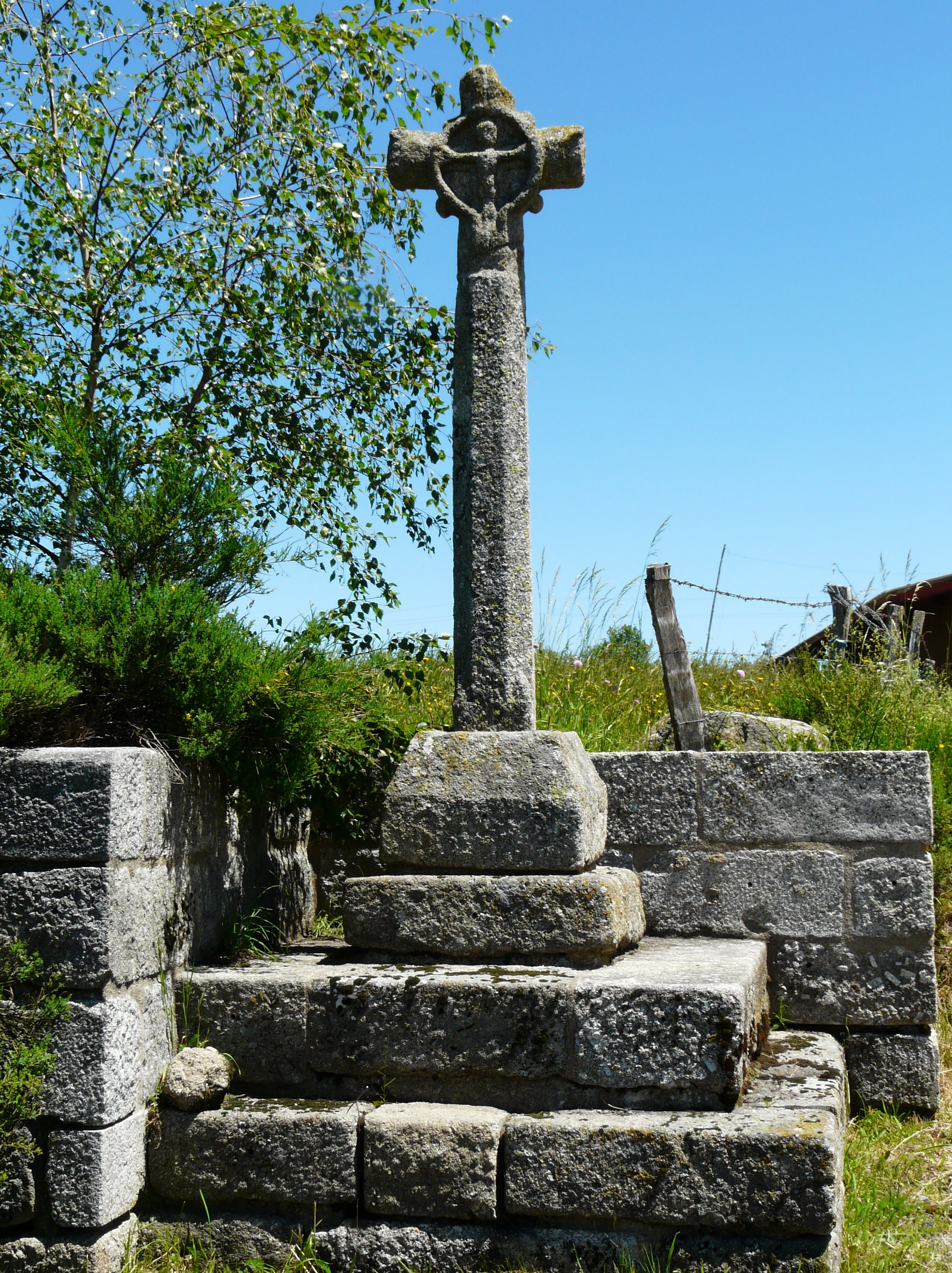
Croix ancienne au nord-est du bourg.